# Ptychosperma microcarpum
Ptychosperma microcarpum là loài thực vật có hoa thuộc họ Arecaceae. Loài này được (Burret) Burret miêu tả khoa học đầu tiên năm 1935.